# Supercoppa spagnola 2013 (pallacanestro maschile)
La Supercoppa spagnola 2013  è la 10ª Supercoppa spagnola di pallacanestro maschile, organizzata dalla ACB e la 14ª edizione in generale. È anche chiamata Supercoppa Endesa per motivi di sponsorizzazione.
Sarà disputata il 4 e il 5 ottobre 2013 presso la Fernando Buesa Arena di Vitoria tra i seguenti quattro club:
- Saski Baskonia, squadra ospitante
- Real Madrid, campione di Spagna 2012-13
- Barcellona, vincitore della Coppa del Re 2013
- Bilbao Berri, finalista dell'Eurocup 2012-13

## Tabellone
|  | Semifinali | Semifinali     | Semifinali |            |             | Finale      | Finale | Finale |  |
|  |            |                |            |            |             |             |        |        |  |
|  | 2          | Real Madrid    | 100        |            |             |             |        |        |  |
|  | 2          | Real Madrid    | 100        |            |             |             |        |        |  |
|  | 4          | Bilbao Berri   | 61         |            |             |             |        |        |  |
|  | 4          | Bilbao Berri   | 61         |            | Real Madrid | Real Madrid | 83     |        |  |
|  |            |                |            |            | Real Madrid | Real Madrid | 83     |        |  |
|  |            |                | Barcellona | Barcellona | 79          |             |        |        |  |
|  | 1          | Saski Baskonia | Barcellona | Barcellona | 79          | 73          |        |        |  |
|  | 1          | Saski Baskonia |            |            |             |             |        |        |  |
|  | 3          | Barcellona     | 98         |            |             |             |        |        |  |

## Semifinali
| Arbitri: | José Antonio Martín Bertrán Miguel Ángel Pérez Pérez Carlos Cortés |

|                     |            |            |
| Carroll, Mirotić 18 | Punti      | 16 Mumbrú  |
| Rodríguez 12        | Assist     | 3 López    |
| Mirotić 7           | Rimbalzi   | 8 Hervelle |
| Pablo Laso          | Allenatori | Rafa Pueyo |

| Arbitri: | Antonio Conde Jiménez Trujillo Fernando Calatrava |

|                  |            |                                 |
| Nocioni 12       | Punti      | 22 Nachbar                      |
| Heurtel, Hodge 3 | Assist     | 6 Sada                          |
| Pleiß 10         | Rimbalzi   | 4 Dorsey, Huertas, Papanikolaou |
| Sergio Scariolo  | Allenatori | Xavier Pascual Vives            |

## Finale
| Arbitri: | Antonio Conde Carlos Cortés Jiménez Trujillo |

| |            | |
| Tomić 21 | Punti      | 20 Mirotić |
| Huertas 10 | Assist     | 2 Fernández, Llull |
| Dorsey, Tomić 8 | Rimbalzi   | 7 Fernández |
| 9 Huertas• 10 Abrines• 16 Papanikolaou• 34 Nachbar• 44 Tomić 0 Pullen • 6 Dorsey• 8 Sada• 14 Todorović• 23 Hezonja• 24 Oleson• 30 Lampe | Formazioni | 5 Fernández• 12 Mirotić• 21 Darden• 23 Llull• 30 Mpourousīs 4 Draper• 9 Reyes• 11 Díez• 13 Rodríguez• 20 Carroll• 44 Slaughter• 50 Mejri |
| Xavier Pascual Vives | Allenatori | Pablo Laso |